# ウベルト (トスカーナ辺境伯)
トスカーナ辺境伯ウベルト（Uberto di Toscana, ? - 969年頃）は、イタリア王ウーゴと愛妾ワンデルモーダ（Wandelmoda）の間の庶子。トスカーナ辺境伯（在位：936年 - 969年頃）、スポレート公およびカメリーノ侯（在位：943年 - 946年）。同母弟にピアチェンツァ司教となったボソがいる。

## 生涯
ウベルトは、叔父ボゾーネがトスカーナ辺境伯位を剥奪された後、父王よりトスカーナ辺境伯位を与えられた。942年には宮中伯となっている。943年、スポレート公サルリオーネがスポレートの戦い（en）において前スポレート公アンスカーリオ2世を殺害したかどで廃位されると、父ウーゴはウベルトにスポレート公位も与えたが、スポレートの戦いはウーゴによって画策された可能性がある。
950年、イヴレーア辺境伯ベレンガーリオがイタリア王となると、ウベルトはスポレート公位を剥奪されたが、トスカーナ辺境伯位はウベルトに残された。ウベルトはイタリア宮廷で最も権力を持つ貴族であり、後にオットー1世がアルプスを越えイタリア王となったときも、ベレンガーリオに忠実に仕えた。最終的にベレンガーリオが敗北した後、ウベルトはオットーと和解し、トスカーナ辺境伯領の支配を再び許された。

## 子女
ウベルトはスポレート公ボニファーチョ1世とワルドラーダ（ブルグント王ルドルフ1世の娘）の間の娘であるウィラと結婚し、1男3女をもうけた。
- ウーゴ（953/4年 - 1001年） - トスカーナ辺境伯
- ワルドラーダ（? - 997年） - ヴェネツィアのドージェピエトロ・カンディアーノ4世と結婚
- ベルタ（? - 1014年以降） - イヴレーア辺境伯、イタリア王アルドゥイーノ・ディヴレーアと結婚
- ウィラ（? - 1007年以降） - テダルド・ディ・カノッサと結婚[3]、ボニファーチオ・ディ・カノッサの母。フィレンツェのバディア・フィオレンティーナ教会を創建。